# NGC 5011C
NGC 5011C је лентикуларна галаксија у сазвежђу Кентаур која се налази на NGC листи објеката дубоког неба.
Деклинација објекта је - 43° 15' 57" а ректасцензија 13h 13m 11,8s. Привидна величина (магнитуда) објекта NGC 5011 износи 13,2 а фотографска магнитуда 14,2. NGC 5011C је још познат и под ознакама ESO 269-68, DCL 531, FAIR 464, PGC 45917.